# Östergötland megye
Östergötland megye (Östergötlands län) Délkelet-Svédország egyik megyéje. Szomszédai Kalmar, Jönköping, Västra Götaland, Örebro, Södermanland megyék.

## Tartomány
A megye határai ugyanazok, mint a történelmi tartomány határai.

## Címer
A megye a címerét a történelmi tartománytól örökölte. Ha a korona is rajta van, akkor a Megye Adminisztrációs Bizottságát jelöli.

## Népesség
| Lakosok száma | 439 586 | 446 663 | 457 496 | 461 583 | 465 495 | 467 158 | 469 704 | 471 912 | 472 298 | 472 529 |
|               | 2014    | 2016    | 2017    | 2018    | 2019    | 2020    | 2021    | 2022    | 2023    | 2024    |

## Külső hivatkozások
- Östergötland megye adminisztrációja
- Östergötland megye